# Río Kudma
El río Kudma (en ruso: Кудьма) es un río del óblast de Nizhni Nóvgorod, en Rusia, afluente por la derecha del Volga.

## Geografía
El río tiene una longitud de 144 km y drena una cuenca de 2.200 km². Su caudal medio es de 5.75 m³/s a 54 km de su desembocadura en el Volga (máximo 236 m³/s y mínimo 0.21 m³/s).
El Kudma nace en el sur del raión de Bogorodsk y toma dirección norte en sus primeros kilómetros, torciendo luego al este, a través del citado raión y el de Kstovo, antes de desaguar en el Volga, cerca de Léninskaya Sloboda y Kadnitsi. Es un río de régimen básicamente nival.
El Kudma constituye, en el raión de Kstovo, el límite meridional de la región natural de Zelioni Gorod, la "ciudad verde", un valle entre la ciudad de Kstovo, al norte, y su zona industrial, al sur.
Por encima de Kstovo, sus aguas son limpias y transparentes y sus orillas son un reclamo para numerosos bañistas en verano.

### Afluentes
- Pava
- Setchuga
- Shiloksha
- Velikaya
- Chizkovo
- Unkor
- Shelokshonka
- Oziorka
- Shava